# Eurotas (fleuve)
Pour les articles homonymes, voir Eurotas.
L'Eurotas (en grec ancien Εὐρώτας) est un fleuve grec, le principal de la Laconie. 

## Géographie
Long de 82 km, il prend sa source près du village de Skortsinós, à l'ouest de la forêt de Skirítida, en Arcadie, et se jette dans le golfe de Laconie. Il arrose la plaine de Laconie et la cité de Sparte.

## Mythologie
C'est sur ses rives que se déroula la séduction de Léda par Zeus.
Son nom lui viendrait d'Eurotas, héros laconien de la mythologie grecque.
Virgile écrit : "Il chante tous les airs que l'Eurotas eût le bonheur d'entendre, quand jadis Phoebus les essayait sur sa lyre, et qu'il fit apprendre à ses lauriers". (Bucoliques, VI, 82-83).